# Agen
Agen is een gemeente in het Franse département Lot-et-Garonne (regio Nouvelle-Aquitaine). De gemeente telde 32.193 inwoners op 1 januari 2022. De inwoners worden Agenais genoemd. De plaats is de prefectuur van Lot-et-Garonne en van het arrondissement Agen.
Agen ligt aan de Garonne en de geschiedenis van de stad is nauw verbonden met de rivier. De moeilijk te bevaren rivier bracht welvaart maar ook overstromingen. Agen is bekend om zijn 'pruneaux d'Agen', gedroogde pruimen, erkend als Beschermde geografische aanduiding.

## Geschiedenis
Op een hoogte buiten het huidige stadscentrum lag een oppidum in het gebied van de Nitiobriges. Nabij dit oppidum ontstond ook bebouwing aan een natuurlijke oversteekplaats over de Garonne. Dit is de oudste kern van het latere Agen. In de Gallo-Romeinse tijd ontstond Aginnum. Deze open stad lag op de helling boven de rivier en had een regelmatig stratenplan en bezat een amfitheater. In de laatantieke tijd plooide de stad zich terug binnen een stadsmuur. Waarschijnlijk in de vierde eeuw werd Agen een bisschopszetel. In 509 kwam de stad bij het Frankische Rijk. Het werd het bestuurscentrum van het graafschap Agenais. Agen werd in de tweede helft van de twaalfde eeuw een gemeente bestuurd door twaalf consuls. In de twaalfde eeuw kreeg de stad een eerste stadsmuur. Die werd uitgebreid in de dertiende eeuw en opnieuw in de veertiende eeuw, toen de stad in oppervlakte groeide. De ommuurde stad had een oppervlakte van zestig hectare en telde in de veertiende eeuw ongeveer 10.000 inwoners.
Er werd beslist tot de bouw van een nieuwe kathedraal ter vervanging van een ouder bouwwerk. De bouw van de gotische Saint-Étiennekathedraal vorderde traag en kwam in de veertiende eeuw helemaal stil te liggen. De bouw werd hervat in de vijftiende eeuw maar tijdens de Hugenotenoorlogen leed de kathedraal grote schade. Pas in de achttiende eeuw werd de bouw hervat, maar bij het uitbreken van de Franse Revolutie was de kathedraal nog steeds niet voltooid. Zo had ze nog geen toren. In 1799 werd besloten tot de afbraak van de Saint-Étiennekathedraal, al bleven delen van het gebouw nog overeind tot ver in de negentiende eeuw. Toen het bisdom onder Napoleon opnieuw werd ingesteld, werd de middeleeuwse Saint-Capraiskerk de nieuwe kathedraal.
In de zeventiende en achttiende eeuw had Agen een bloeiende textielnijverheid. Er waren ook veel meelmolens en ledernijverheid. Omdat veel van de productie bestemd was voor de export naar de Franse koloniën in Amerika, had de economie van Agen erg te lijden door het wegvallen van deze afzetmarkt na 1763. Agen bleef na de Franse Revolutie een bestuurscentrum als prefectuur van het departement Lot-et-Garonne.
Aan het einde van de achttiende eeuw werden de stadsversterkingen afgebroken. In de jaren 1920 maakte een deel van de smalle straten van het middeleeuwse centrum plaats voor een brede laan. Na de overstroming van 1930 werden de lagere delen van de stad heraangelegd. Buiten het stadscentrum werden vanaf 1910 nieuwe woonwijken gebouwd.

## Bezienswaardigheden
Bezienswaardig zijn onder meer:
- Kanaalbrug Agen
- Kathedraal van Agen (Saint-Caprais d'Agen)
- Musée des Beaux-Arts d'Agen
- Préfecture d'Agen

### Afbeeldingen

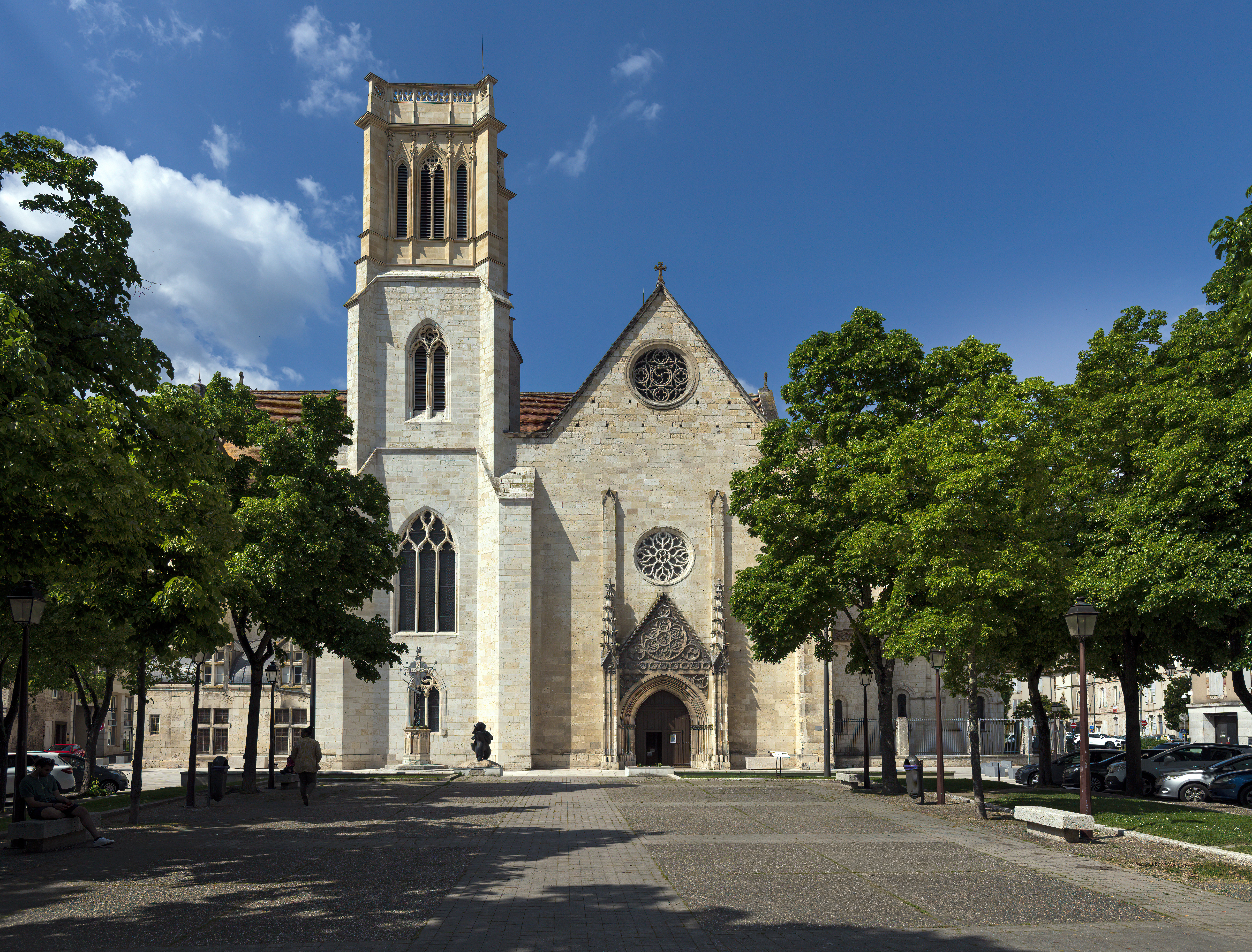
Cathédrale Saint-Caprais
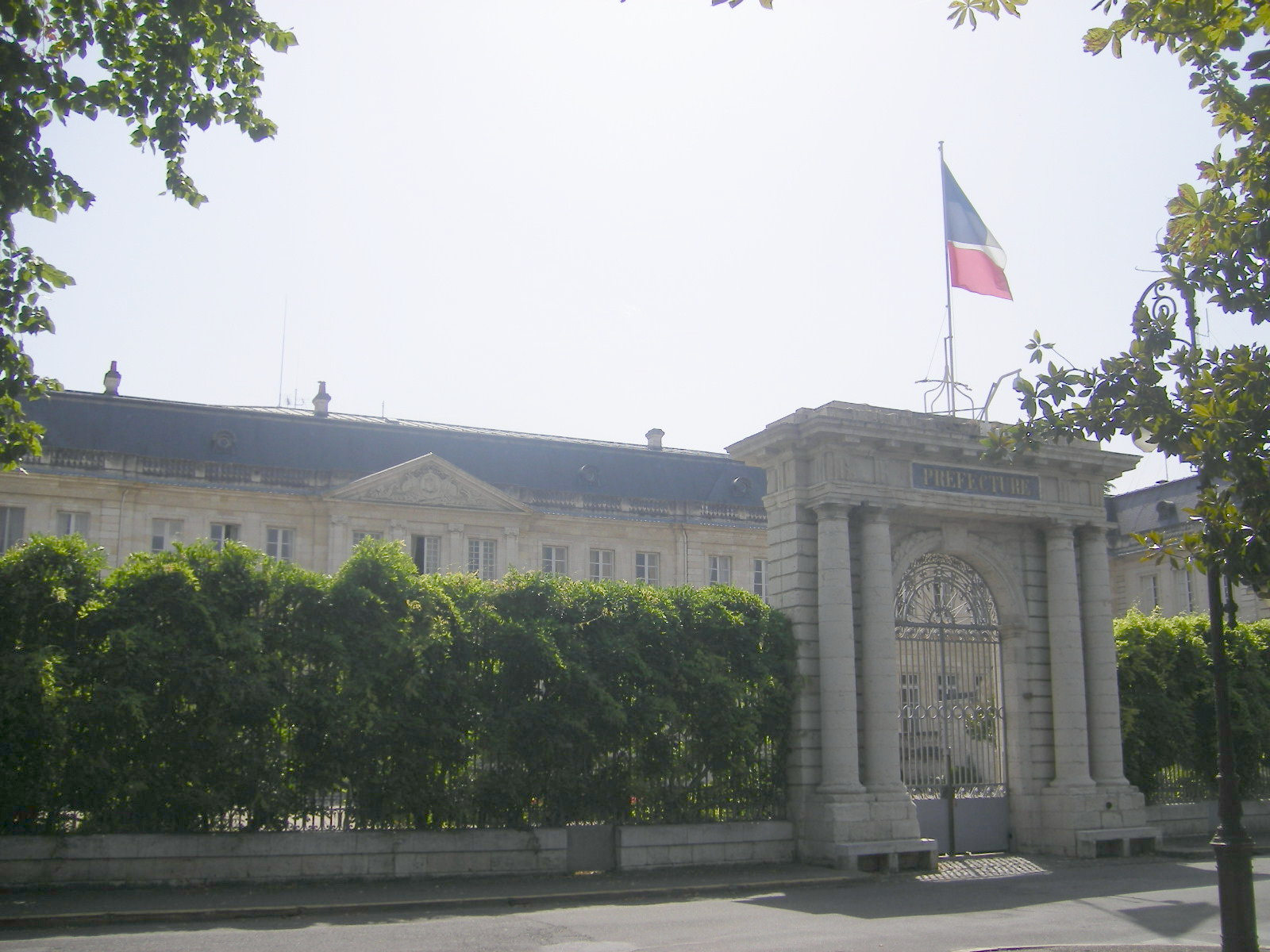
Préfecture
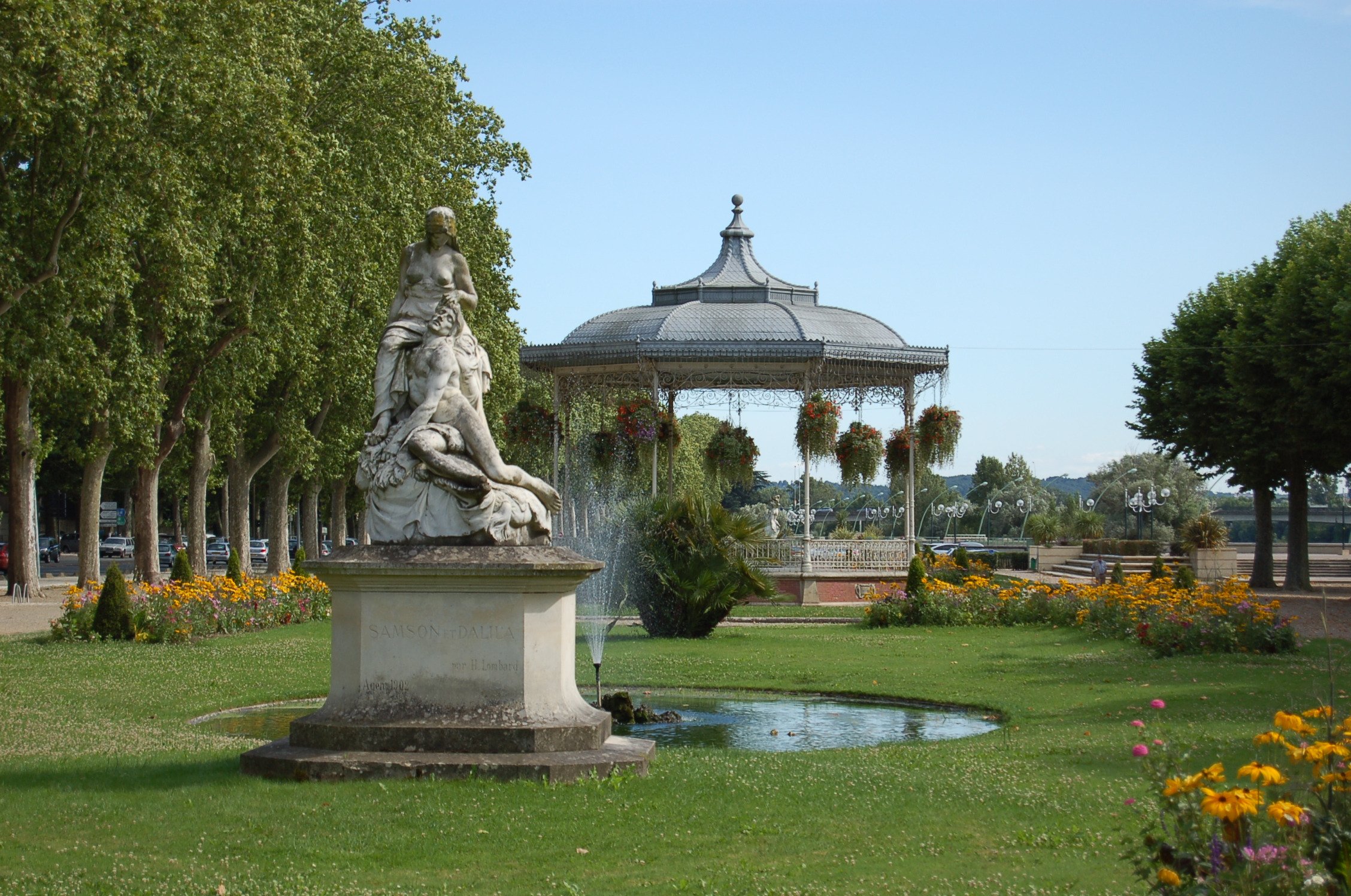
Stadspark
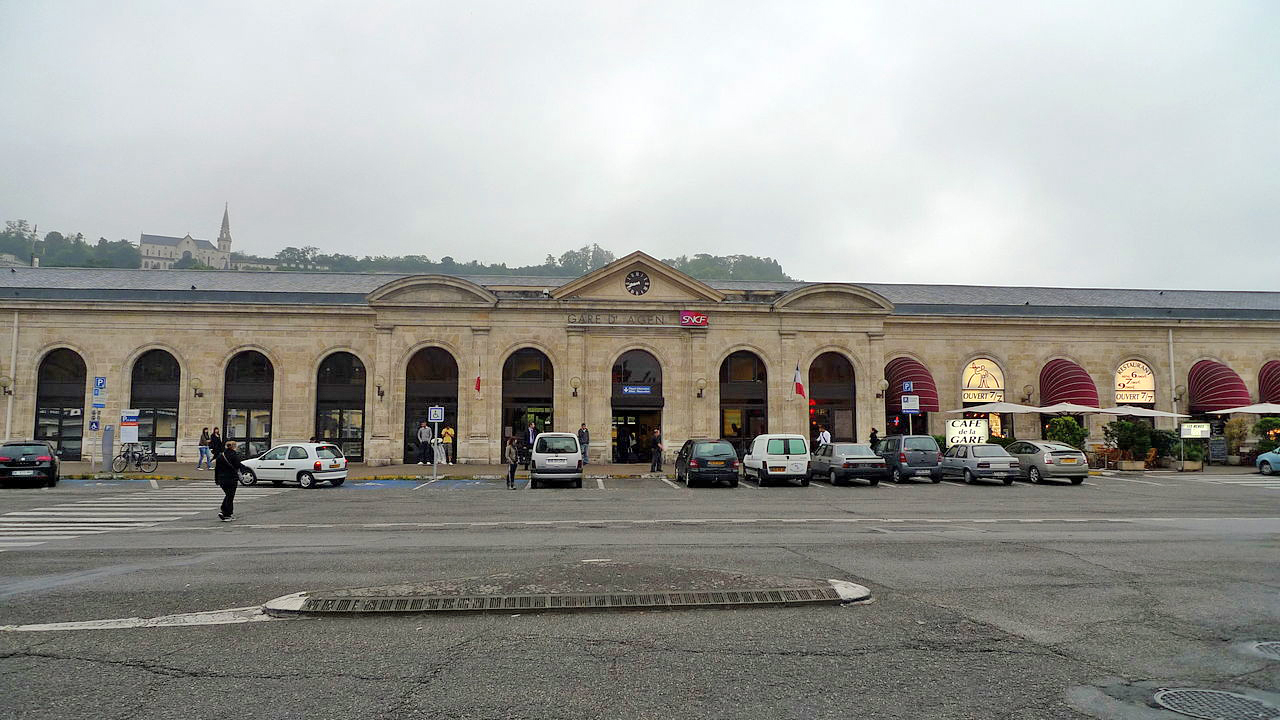
Station
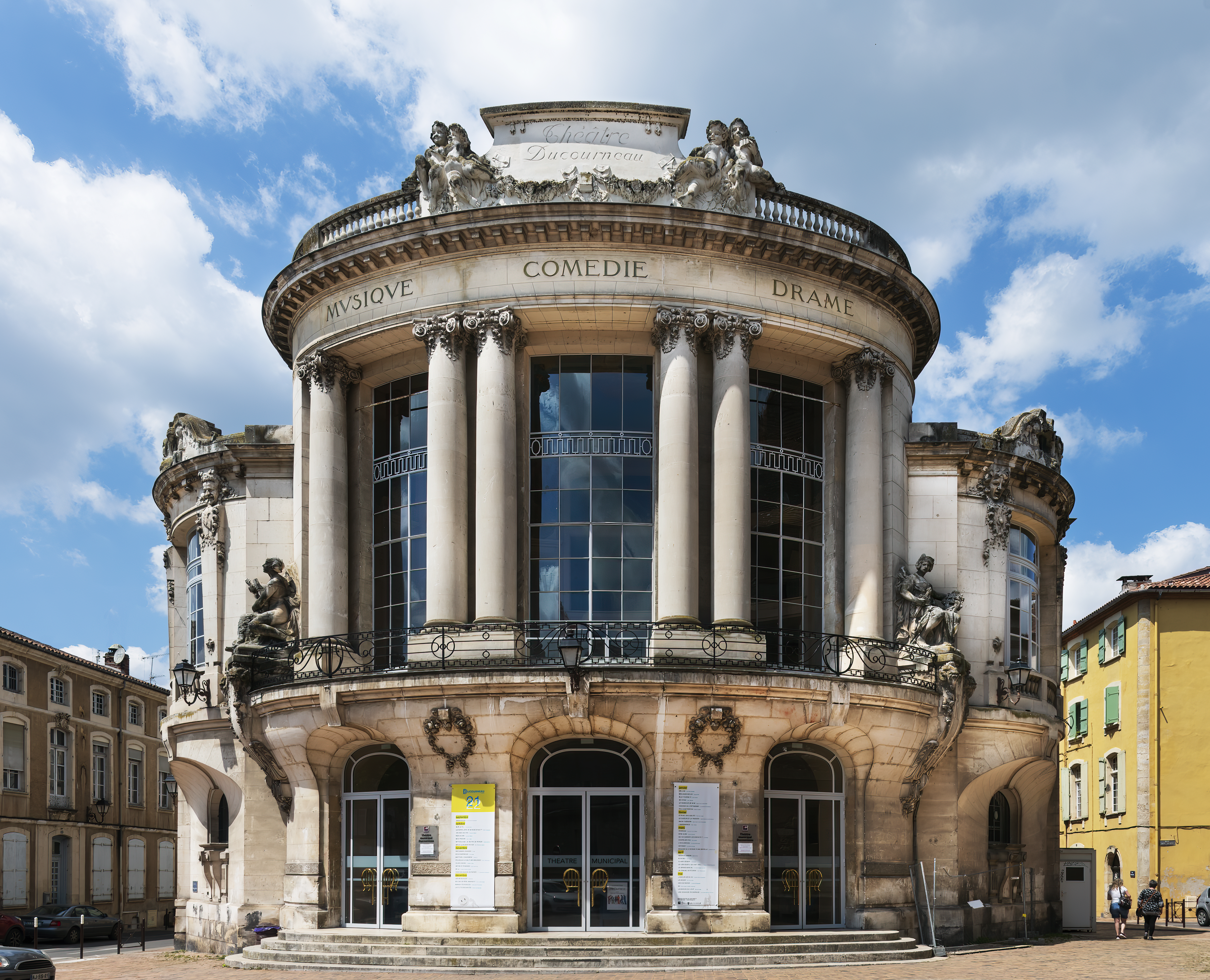
Theater

## Geografie
De oppervlakte van Agen bedroeg op 1 januari 2022 11,49 vierkante kilometer; de bevolkingsdichtheid was toen 2.801,8 inwoners per km².

### Situering
De stad ligt in het zuiden van Frankrijk en in het zuidwesten van het departement Lot-et-Garonne. Het centrum is gesitueerd tussen de rechterkant van de rivier Garonne en het Canal latéral à la Garonne. Het hoogste punt van de gemeente is de heuvel Ermitage (162 m). De stad ligt ongeveer halfweg tussen Bordeaux (132 km) en Toulouse (107 km) en dicht aan de autosnelweg A62. Verder ligt de stad aan de N21 die van Limoges naar Lourdes loopt. In de gemeente ligt spoorwegstation Agen.
De onderstaande kaart toont de ligging van Agen met de belangrijkste infrastructuur en aangrenzende gemeenten.

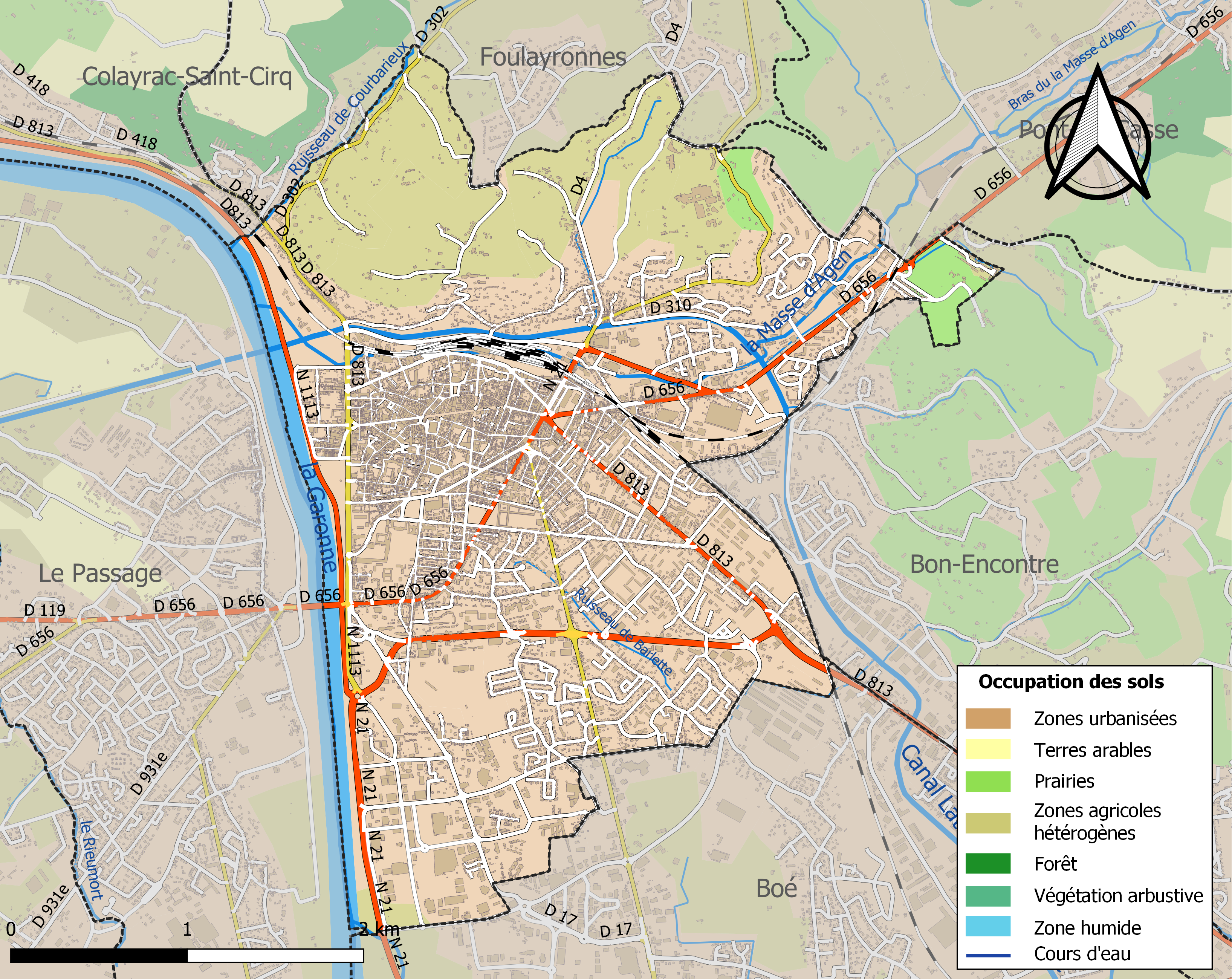

### Klimaat
Agen heeft een gematigd klimaat.
De winter is relatief zacht met een gemiddelde temperatuur in januari van 5 °C. De laagste temperatuur ooit gemeten was −17,4 °C in januari 1985. In de lente stijgen de temperaturen regelmatig sterk met in de maanden april en mei vaak veel regen. De zomer is warm en droog. Onweer komt veel voor met overvloedige plaatselijke regen. De herfst is relatief zacht. De maand september heeft een gemiddelde temperatuur van 18 °C met weinig regen. De temperatuur daalt daarna en de regenperioden worden meer frequent.
| maand                                   | Jan | Feb  | Maart | April | Mei  | Juni | Juli | Aug  | Sept | Okt  | Nov  | Dec | jaar |
| --------------------------------------- | --- | ---- | ----- | ----- | ---- | ---- | ---- | ---- | ---- | ---- | ---- | --- | ---- |
| gemiddelde minimumtemperatuur °C (Agen) | 3,1 | 4,5  | 5,0   | 6,7   | 10,6 | 13,2 | 15,4 | 15,1 | 13,0 | 10,6 | 6,6  | 4,0 | 8,2  |
| gemiddelde maximumtemperatuur °C (Agen) | 8,5 | 10,8 | 13,6  | 16,4  | 20,2 | 23,8 | 26,9 | 26,2 | 24,1 | 19,0 | 12,5 | 8,8 | 17,6 |
| gemiddelde temperatuur °C (Agen)        | 5,1 | 6,7  | 8,6   | 11,3  | 14,8 | 18,2 | 20,8 | 20,2 | 18,0 | 14,0 | 8,6  | 5,6 | 12,6 |

## Sport
Rugby is de belangrijkste sport in Agen. Sporting Union Agen Lot-et-Garonne (SUA-LG) speelt in het Stade Armandie en werd al verschillende keren Frans kampioen.
Agen was vier keer etappeplaats in de Tour de France. Alleen in 1951 was het aankomstplaats van een etappe. De winnaar was de Zwitser Hugo Koblet.

## Demografie
Agen kende een gestage maar weinig opmerkelijke groei tot omstreeks 1970. In 1856 telde de gemeente 16.309 inwoners. In 1881 waren dit er 20.485 en in 1936 27.152. Onderstaande figuur toont het verloop van het inwonertal vanaf 1962 (bron: INSEE-tellingen).

## Geboren
- Bernard Palissy (1510-1590), pottenbakker, pionier van keramiek- en glazuurtechnieken, wetenschapper, glazenier, schrijver en kunstschilder
- Josephus Justus Scaliger (1540-1609), protestantse humanist, dichter, polemist en hoogleraar
- Godefroi d'Estrades (1607-1686), edelman, diplomaat en maarschalk
- Bernard Germain de Lacépède (1756-1825), natuuronderzoeker en politicus
- Jean-Baptiste Cyrus de Timbrune de Thiembronne (1757-1822), generaal
- Pierre-Sylvain Dumon (1797-1870), politicus en minister
- Jasmin (Jansemin of Jacques Boé) (1798-1864), dichter
- Louis Ducos du Hauron (1837-1920), grondlegger van de kleurenfotografie
- Claude Ferval (1856-1943), schrijfster (pseudoniem van barones Marguerite Aimery Harty de Pierrebourg)
- Jacques Augarde (1908-2006), politicus en journalist
- Georgette Plana (1917-2013), zangeres
- Michel Serres (1930-2019), filosoof en wetenschapshistoricus
- Christian Fechner (1944-2008), platen- en filmproducent en scenarist
- Alain Aspect (1947), natuurkundige
- Francis Cabrel (1953), zanger
- Bernard Campan (1958), acteur, scenarist en filmregisseur
- Stéphane Rideau (1976), acteur
- Aymeric Laporte (1994), voetballer